# 長岐侃
長岐 侃（ながき ただし）は、日本の建築家。秋田を中心に活動する。

## 来歴
1965年、日本大学第二工学部建築学科卒業後、長岐簗田建築設計事務所に入社し設計活動に入る。
1980年太田町真木真昼国民宿舎建築設計競技で優秀賞、1981年秋田県果樹試験場本館建築設計競技で最優秀賞、1982年　（仮称）新屋高校建築設計アイデア競技で佳作。代表作に秋田県果樹試験場、仙北町立北小学校、仙北町ふれあい文化センター・学習センターなどがある。